# Helge Nissen
Helge Nissen   (Rydhave, 5 de setembre de 1871 - Copenhaguen, 5 d'octubre de 1926) Va ser un baix-baríton, director d'orquestra, professor de cant i actor de cinema que va estar relacionat amb el "Royal Danish Theatre" des de 1897 fins a la seva mort, el 1926.
Va crear papers especials en les estrenes mundials de dues òperes del compositor Carl Nielsen: Abner a Saul og David (1902) i Henrik a Maskarade (1906). La seva veu es conserva en un total de 70 enregistraments realitzats amb les discogràfiques Pathé, HMV i Deutsche Grammophon des de 1908-1914.
Nascut a Rydhave a prop d'Holstebro, el germà de Nissen era el cantant d'òpera Niels Frederik Nissen. Va estudiar cant a Copenhaguen amb el compositor Leopold Rosenfeld. Va debutar professionalment el 1897 al "Royal Danish Theatre" (RDT) com Mephistopheles a Faust de Charles Gounod. Va continuar cantant papers destacats a la RDT fins al 1912, quan va apartar la seva carrera de cantar cap a la feina com a professor de cant, director de la RDT. Entre els nombrosos papers que va exercir a l'escenari hi havia diverses parts en òperes de Richard Wagner, com ara Hans Sachs a Els mestres cantaires de Nuremberg, Kaspar a Der Freischütz i Wotan a Der Ring des Nibelungen.
Fora de la RDT, Nissen va aparèixer com a convidat a diversos teatres d'òpera escandinaus. Va debutar a la Royal Opera sueca el 1905. El 1909 es va comprometre amb la Royal Opera, Londres. El 1911 va recórrer Amèrica del Nord juntament amb el Cor de la Universitat de Copenhaguen.
Nissen va ser el tercer marit de l'actriu danesa Gudrun Houlberg. El 1921 va interpretar el paper principal a la pel·lícula Leaves from Satan's Book. Va ser la seva única aparició cinematogràfica. El 1907 fou nomenat cantant de cambra reial. Es va suïcidar el 1926. Està enterrat al cementiri Holmens de Copenhaguen.